# Motore V20
Un motore V20 è un motore a pistoni a 20 cilindri in cui due banchi di dieci cilindri sono disposti in una configurazione a V attorno a un albero motore comune. I grandi motori diesel V20 sono stati utilizzati nelle locomotive diesel, nei camion di trasporto, nei generatori elettrici e nelle applicazioni marine.

## Storia

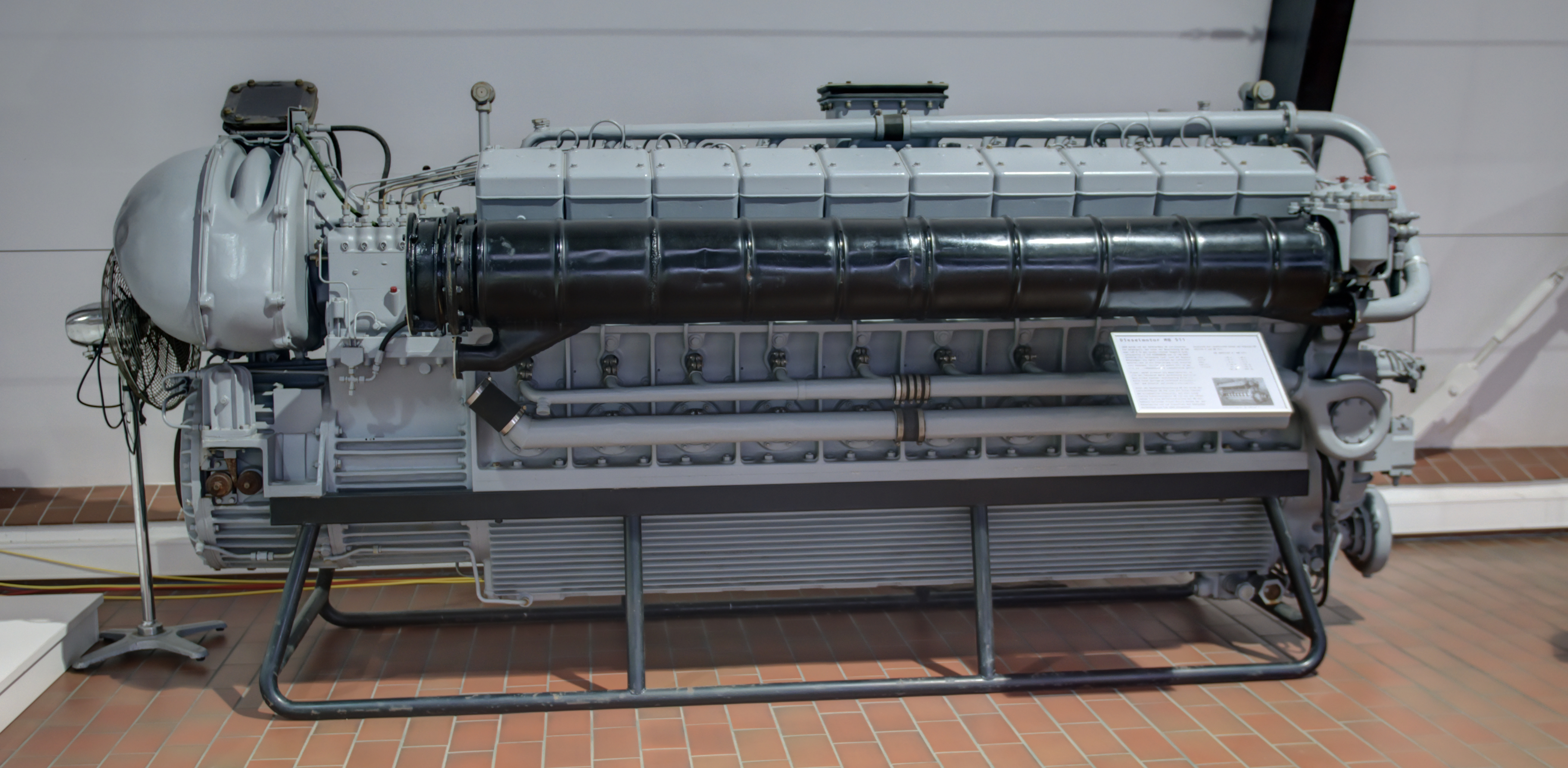
Motore diesel marino Mercedes-Benz MB 511

A partire dalla fine degli anni '30, Mercedes-Benz ha prodotto diversi motori diesel V20 di grandi dimensioni per l'utilizzo in applicazioni marine. Il primo motore è stato l'MB 501 che era basato sul motore MB 500 V12 ed è stato installato nella classe 1937 Schnellboot (barca da attacco veloce) e diversi sottomarini. Le versioni successive includono il motore MB 511 sovralimentato e l'MB 518, che aggiungeva anche un intercooler. Una copia dell'MB 511 è stata prodotta da VEB Motorenwerk a Ludwigsfelde e fu denominata VEB 20 KVD 25. La produzione dell'MB 518 riprese nel 1951 e la MTU produsse anche una versione del motore, chiamata MB 20 V 672.
Il motore turbo diesel V20 a due tempi Electro-Motive Diesel EMD 645E3 è stato utilizzato nelle locomotive diesel-elettriche degli anni '60 come l'EMD SD45. Il motore ha una cilindrata di 211 litri e produce una trazione netta di 3650 CV (2,7 MW). La potenza massima lorda è circa 5000 CV quando funziona in modalità di autotest (con l'uscita generata dissipata dalle resistenze). Versioni successive del motore EMD 645 sono state utilizzate nelle locomotive EMD SD45-2 e EMD SD45T-2. EMD ha anche prodotto una versione V20 del motore diesel EMD 710, che è stato utilizzato nella locomotiva EMD SD80MAC del 1995. L'EMD 710 rimane in produzione fino ad oggi, ed è utilizzato principalmente nella generazione di energia e nella propulsione marina.
La Detroit Diesel Series 149 20V149 ha una potenza di 2.936 CV (2.189 kW) da una capacità di 48,8 litri. È stato interrotto nel 2000.
I motori diesel V20 di produzione attuale includono Fairbanks Morse FM | MAN 28/33D STC, FM | MAN 32/44CR, FM | MAN 175D, FM | COLT-PIELSTICK PA6B STC. Altri sono il Wärtsilä 20V32 che produce fino a 9,8 MW (13 300 CV), MTU 20V1163 da 6 MW (8100 CV) MTU 20V4000 2.8 MW (3.800 CV), MTU 20V8000 10 MW (13 500 CV) e Caterpillar C175-20 4 MW (5 700 CV).